# Rauchmauer
Rauchmauer är ett berg i Österrike.  Det ligger i förbundslandet Steiermark, i den centrala delen av landet, 150 km väster om huvudstaden Wien. Rauchmauer ligger 1 853 meter över havet. Närmaste större samhälle är Trieben, 18 km söder om Rauchmauer. 